# Ice Girl
Ice Girl (en hangul, 그녀가 돌아왔다; romanización revisada, geunyeoga dol-awassda), conocida también como That Girl Returned, es una serie de televisión surcoreana emitida durante 2005 sobre una chica que es congelada y permanece en ese estado durante 25 años, desde 1980 hasta 2005.
Es protagonizada por Kim Hyo Jin, Kim Joo Seung, Kim Nam Jin y Seo Ji Hye. Fue transmitida por KBS 2TV desde el 27 de junio hasta el 16 de agosto de 2005, con una extensión de 16 episodios emitidos cada lunes y martes a las 21:55 (KST).

## Argumento
En 1980, Kim So Ryung (Kim Hyo Jin) sufre un ataque al corazón justo antes de su boda con su prometido, Jung Ha Rok (Kim Joo Seung). Ella es llevada al hospital de su padre para ser tratada, pero el Dr. Kim (su padre), al ser incapaz de salvarla, decide congelar su cuerpo. 25 años después, ella despierta de su estado de congelación, pero no tiene recuerdos de su prometido, y se le da una nueva identidad. Después de la muerte de su padre en un accidente de coche, ella comienza a vivir con su exnovio y pronto se enamora de su hijo, Jung Min Jae (Kim Nam Jin).

## Reparto

### Principal
- Kim Hyo Jin como Kim So Ryung.
- Kim Joo Seung como Jung Ha Rok.
  - Park Jin Woo como Ha Rok (joven).
- Kim Nam Jin como Jung Min Jae.
- Seo Ji Hye como Cha Joo Ha.

### Secundario
- Jung Wook como Dr. Kim Soo Yup.
- Yoon So Jung como Dr. Oh Jung Hee.
- Moon Chun Sik como Supervisor Jo.
- Kwon Hyuk Go como Presidente.
- Lee Dal Hyung como Supervisor
- Park Soon Chun como Jung Soo Im.